# 昆明沙参
昆明沙参（学名：Adenophora stricta ssp. confusa，也叫金铁锁）为桔梗科沙参属下的一个亚种。根可药用，称独定子。

## 扩展阅读
- 維基物種上的相關：昆明沙参